# Mustajärvensuo
Mustajärvensuo är en sumpmark i Finland. Den ligger i Pyttis i landskapet Kymmenedalen, i den södra delen av landet, 110 km öster om huvudstaden Helsingfors.